# Gongshan-Muntjak
Der Gongshan-Muntjak (Muntiacus gongshanensis) ist eine Art der Muntjaks aus der Familie der Hirsche. Er kommt nur in einem kleinen Teil der chinesischen Provinz Yunnan und dem angrenzen Myanmar vor.

## Merkmale
Die Kopf-Rumpf-Länge des Gongshan-Muntjak beträgt 95 bis 105 Zentimeter, die Schwanzlänge 9 bis 16 Zentimeter. Die Schulterhöhe liegt bei 55 bis 57 Zentimetern. Das Gewicht der Einzeltiere beträgt 17–40 Kilogramm. Die Tiere sind mittelgroß mit langen, schlanken Beinen. Sie haben ein dunkel rotbraunes Fell und eine orangebraune Färbung am Kopf. Sie entsprechen damit dem Schwarzen Muntjak (Muntiacus crinifrons), unterscheiden sich von diesem jedoch durch die etwas hellere Farbe, die geringere Größe und den kürzeren Schwanz sowie die längeren Hufe. Außerdem ist der Ansatz des Geweihs kurz und dick und er besitzt kein auffälliges Haarbüschel. An den Füßen besitzt diese Art einen weißen Ring.

### Schädelmerkmale
| 0 | · | 1 | · | 3 | · | 3 | = 34 |
| 3 | · | 1 | · | 3 | · | 3 | = 34 |

Der Schädel hat eine Gesamtlänge von 190 bis 205 Millimetern. Wie alle Muntjaks besitzt die Art im Oberkiefer pro Hälfte einen Eckzahn (Caninus), drei Vorbackenzähne (Praemolares) und drei Backenzähne (Molares), Schneidezähne sind nicht vorhanden. Im Unterkiefer besitzt sie in jeder Hälfte zusätzlich drei Schneidezähne. Insgesamt besitzen die Tiere somit 34 Zähne.

### Genetische Merkmale
Das Genom des Gongshan-Muntjak besteht aus einer sehr kleinen Anzahl von Chromosomen: Die Männchen besitzen einen diploiden Chromosomensatz von 2n = 9 Chromosomen, während er bei den Weibchen 2n = 8 beträgt. Zum Vergleich besitzt der Chinesische Muntjak 2n = 46 Chromosomen.

## Verbreitung
Der Gongshan-Muntjak kommt nur in einem kleinen Teil im äußersten Nordwesten der chinesischen Provinz Yunnan und dem angrenzen nördlichen Myanmar vor.

## Lebensweise
Über die Lebensweise des Gongshan-Muntjak liegen keine Daten vor, es wird jedoch angenommen, dass sie der anderer Muntjaks und speziell dem Schwarzen Muntjak entspricht.

## Systematik
Der Gongshan-Muntjak wird als eigenständige Art innerhalb der Muntjaks (Gattung Muntiacus) eingeordnet, die aus elf Arten besteht. Die wissenschaftliche Erstbeschreibung stammt von Shilay Ma aus dem Jahr 1990, der die Art aus der Gemeinde Puladi im Kreis Gongshan in der Provinz Yunnan beschrieb und nach der Herkunft benannte. Innerhalb der Art werden neben der Nominatform Muntiacus gongshanensis gongshanensis keine weiteren Unterarten unterschieden.
Über die taxonomische Zuordnung und den Artstatus herrscht Unsicherheit. So wurde der Gongshan-Muntjak bereits sowohl dem Chinesischen Muntjak (Muntiacus reevesi), dem Indischen Muntjak (Muntiacus muntjak) und dem Tenasserim-Muntjak (Muntiacus feae) zugeordnet. Aktuellere Untersuchungen stellen eine sehr nahe Verwandtschaft mit dem Schwarzen Muntjak (Muntiacus crinifrons) fest und ordnen Muntiacus gongshanensis als Synonym dieser Art zu.

## Gefährdung und Schutz
Die Art wird von der International Union for Conservation of Nature and Natural Resources (IUCN) aufgrund der sehr unsicheren Daten zu ihrer Systematik und Zuordnung und damit zu den Beständen nicht in eine Gefährdungskategorie eingeordnet, sondern mit „data deficient“ gekennzeichnet.

## Belege
1. 1 2 3 4 5 6  John MacKinnon: Gongshan Muntjak. In: Andrew T. Smith, Yan Xie: A Guide to the Mammals of China. Princeton University Press, 2008; S. 464. ISBN 978-0-691-09984-2.
2. ↑  John MacKinnon: Reeve's Muntjak. In: Andrew T. Smith, Yan Xie: A Guide to the Mammals of China. Princeton University Press, 2008; S. 465. ISBN 978-0-691-09984-2.
3. 1 2 3  Muntiacus gongshanensis in der Roten Liste gefährdeter Arten der IUCN 2008. Eingestellt von: R.J. Timmins, J.W. Duckworth, T. Zaw, 2008. Abgerufen am 27. Juni 2013.
4. 1 2 3  Don E. Wilson & DeeAnn M. Reeder (Hrsg.): Muntiacus gongshanensis in Mammal Species of the World. A Taxonomic and Geographic Reference (3rd ed).